# 이기원 정려
이기원 정려는 대한민국 충청남도 공주시 계룡면에 있다. 1997년 6월 5일 공주시의 향토문화유적 제27호로 지정되었다.